# Deacon Peak
Der Deacon Peak (in Argentinien Pico Deacon, in Chile Monte Deacon) ist ein ruhender Schichtvulkan auf Penguin Island. Mit einer Höhe von 170 m (nach anderen Quellen 180 m) ist er die höchste Erhebung der Insel. Der Gipfelbereich wird von einem gut erhaltenen, etwa 350 Meter weiten Krater eingenommen.
Der leicht zu besteigende Berg wird jeden Sommer von Touristen besucht.